# Zombiehagen
Zombiehagen er en dansk kortfilm fra 2014 instrueret af Jonas Ussing efter eget manuskript.

## Handling
Zombierne regerer. København ligger øde. Eller næsten øde: Enkelte mennesker prøver at holde stand mod en fjende så frygtelig som de værste mareridt. De overlevende har samlet sig på Københavns Idrætspark, og måske kan man dér finde den elskede, som man så desperat søger.

## Medvirkende
- Simone Lykke, Heltinden
- Casper Sloth, Helten
- Elias Munk, Kæresten
- Jeanne Eva Jepsen, Gammel dame
- Finn Nyborg Nielsen, Toulouse
- May Qwinten, Zombie
- Claus Sprotte Kofod, Zombie